# Jornadas Libertarias Internacionales
Las Jornadas Libertarias Internacionales fue un multitudinario encuentro anarquista internacional que se celebró entre el 22 y 25 de julio de 1977 en Barcelona.

## Desarrollo
Los debates se realizaron en el Saló Diana (Carrer Sant Pau, junto a la Rambla; sede de la Assemblea de Treballadors de l’Espectacle) y los actos festivos en el parque Güell. Las Jornadas reunieron a unas 600.000 personas de toda Europa y Latinoamérica, en su mayoría jóvenes. Entre ellas estaban Rafael Poch, Francisco Bellmunt, José Luis García Rúa o Luis Andrés Edo. También participaron personas significadas en el ámbito cultural, como Mario Gas, Agustín García Calvo, Vicente Aranda, José María Nunes, Antonio Artero, Fernando Fernán Gómez, Emma Cohen o Ventura Pons. Participaron además intelectuales extranjeros como Daniel Cohn-Bendit o los activistas del movimiento del 77 de Bolonia.
Se produjo un choque generacional ya que los jóvenes libertarios venían de la cultura underground, el punk, las drogas y la libertad sexual. Los viejos militantes libertarios, del anarcosindicalismo, de la guerra civil y la posguerra. La sensibilidad contracultural de los primeros estuvo representada en la mayoría de actuaciones en el parque Güell, con artistas como Jaume Sisa, Pau Riba, Ocaña, Nazario. La de estos dos junto a Camilo fue de las más comentada en la prensa, debido a su contenido provocador y el ambiente generalizado de liberación sexual.
Una de las principales conclusiones de estas Jornadas fue que el denominado "movimiento anarquista" no podía participar en la estructura política tradicional ni en la "democracia burguesa" y por tanto no debía presentarse a las elecciones. Los debates también trataron sobre el pasado, presente y futuro de la CNT y el movimiento libertario, así como sobre el antiautoritarismo y las relaciones con el marxismo y los nuevos movimientos sociales.
Durante los tres días del Congreso se editó el diario Barcelona Libertaria con la colaboración de la revista Ajoblanco y colaboradores libertarios de la Confederación Nacional del Trabajo (CNT). En él publicaron artículos colectivos afines como la organización Mujeres Libres o los ecologistas TARA.
Al día siguiente, en la prisión de Carabanchel hubo un motín de la COPEL (Coordinadora de Presos en Lucha) con resultado de un muerto. Un día después, varios militantes libertarios pertenecientes al Comité Pro-Presos de la CNT, se encadenaron en la Plaza Sant Jaume pidiendo la amnistía total.

## En la cultura
Las Jornadas fueron grabadas por el colectivo Video-Nou, dando lugar a dos largometrajes documentales. Asimismo, fueron cubiertas en la prensa nacional (Karmele Marchante para Mundo Diario, Cambio 16) e internacional (Libération, entonces dirigido por Jean-Paul Sartre).
Posteriormente, fueron relatadas en libros como Ángeles bailando en la cabeza de un alfiler (2024), de Pepe Ribas, y en documentales como El entusiasmo (Luis E. Herrero, 2019) y Barcelona era una fiesta (Underground 1970-1980) (Morrosko Vila-San-Juan, 2010).